# Valentina Rekowski
Valentina Rekowski (* 1984 in Temirtau, Kasachstan) ist eine deutsche Film- und Theaterschauspielerin und Synchronsprecherin.

## Leben
Valentina Rekowski studierte von 2005 bis 2009 Schauspiel an der Arturo Schauspielschule in Köln.
Rekowski spricht neben Deutsch auch Englisch und Russisch.
Rekowski lebt aktuell in Köln.

## Filmographie
- 2008: Kommissar Stolberg
- 2009: Doux
- 2009: SOKO Köln
- 2010: Sieben Kapitel
- 2010: Alarm für Cobra 11 – Die Autobahnpolizei
- 2012: Europa-Park – Terenzi Horror Nights
- 2012: RunSinRun
- 2013: Jan Wittmer – Die Taube
- 2013: SOXEGO – Hochzeitsnacht
- 2013: Marie Brand und das Mädchen im Ring
- 2014: Black Fame
- 2014: Bettys Diagnose
- 2014: Im Zeichen des Phoenix
- 2015: Social Spot – Ivan
- 2015: Blockbustaz
- 2015: Sketch History
- 2015: Wilsberg: Tod im Supermarkt
- 2015: Einstein
- 2016: Prankenstein
- 2016: Falk
- 2016: Rabenmütter
- 2016: Europa-Park – 360° Horror Nights
- 2017: WRO – Episode 1: An der Bar
- 2017: Lindenstraße
- 2018: Alarm für Cobra 11 – Die Autobahnpolizei
- 2018: Europa-Park Hotel-Resort – Personalized Welcome
- 2020: Takeover – Voll Vertauscht

## Theater
- 2009: Die bessere Hälfte – Brotfabrik Bonn Theater
- 2010: Sahnehaubenromantik – Theater im Bauturm/Köln
- 2010–2011: Hochzeit in schwarz
- 2010–2011: Ein Leichenschmaus
- 2012: Lollipop – Prinzregenttheater München